# Borovice himálajská
Borovice himálajská (Pinus wallichiana) je asijský druh vysokohorské pětijehličné borovice, občas se vyskytující v parkových a zahradních výsadbách v Česku. Pro své dlouhé převislé jehlice, velké šišky a nádherný habitus je považována za jednu z nejkrásnějších borovic.

## Synonyma
- Pinus excelsa Wallich, 1832
- Pinus strobus var. excelsa Loudon, 1842
- Pinus pendula Griffith, 1847
- Pinus griffithii Mc Clell., 1923

## Taxonomické členění, rozdíly a výskyt
Rozlišují se 2 subspecie (poddruhy):
- Pinus wallichiana subsp. wallichiana – jehlice (6–)10–20 cm dlouhé, obvykle převislé; výhony vždy lysé.

Výskyt: Himálaje, na východě zasahuje až po Bhútán a přilehlá horská pásma na západě. V Česku se občas vyskytuje v parcích a zahradách.
- Pinus wallichiana subsp. bhutanica (Grierson & al.) Businský, 1999 – jehlice (12–)15–25 (32) cm dlouhé, převislé až nápadně visící; výhony (letorosty) řídce až hustě pýřité nebo olysalé, vzácně lysé.

Výskyt: Východní Himálaje (od Bhútánu na východ) a přilehlá horská pásma na východě až po severní Myanmar a severozápadní Yunnan. (V podmínkách střední Evropy nemá šanci na přežití.)

## Vzhled
Strom až 50 m vysoký, o průměru kmene až 120 cm, s široce kuželovitou korunou. Kůra v mládí šedozelená, později se mění na tmavě popelavou borku, ve stáří destičkovitě se odlupující. Letorosty modrozelené, lysé, ojíněné, později žlutohnědé a lesklé. Pupeny podlouhle vejčité, 6–12 mm, bíle pryskyřičnaté. Jehlice po 5 ve svazečku, měkké a ohebné. Starší ročníky jehlic výrazně převislé, 10–18 cm dlouhé, na vnitřních stranách s modrobělavými řadami průduchů. Šišky na konci větví po 1–5 na 3–5 cm dlouhých stopkách, válcovité, 15–27 × 3,5–5 cm, dozrávají začátkem září. Plodní šupiny mají vypouklé, podélně vrásčité, s tupým tmavohnědým pupkem. Semena hnědá, vejčitá, s dlouhým, šikmo uťatým křídlem.

## Ekologie
Roste ve vysokých horách (1600–4000 m n. m.). Je slunnou až poloslunnou dřevinou, vyžaduje propustnou, ale vlhkou půdu s dostatkem živin. V Česku je pěstována občas v parcích, ale je citlivá na naše klima, zvláště na velké teplotní výkyvy

## Využití
Poskytuje cenné trvanlivé dřevo, v jižní Evropě je běžně používána jako okrasná parková dřevina.

## Zajímavosti
S borovicí vejmutovkou se kříží a tento kříženec byl nazván borovice Schwerinova – Pinus × schwerini podle německého dendrologa von Schwerina, v jehož parku ve Wendisch – Wilmersdorfu u Berlína vyrostl ze semen neznámého původu. Tento kříženec je v našich podmínkách mnohem odolnější.